# Elvira Notari

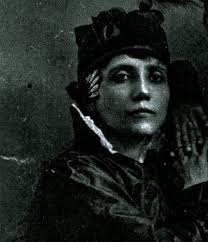
Elvira Notari (1920)

Elvira Notari (* 10. Februar 1875 in Salerno; † 17. Dezember 1946 in Cava de’ Tirreni) war eine italienische Filmregisseurin, Filmproduzentin, Drehbuchautorin und Schauspielerin. Sie wird als die erste italienische Filmregisseurin gefeiert und produzierte zwischen 1906 und 1930 mehr als 60 Spielfilme und über 100 Kurz- und Dokumentarfilme.
Die Filmemacherin gründete zusammen mit ihrem Mann Nicola Notari die Filmproduktionsfirma Dora Films (1906–1930) in Neapel, deren Produkte in Italien und auf dem US-amerikanischen Markt vertrieben wurden.
Viele ihrer Werke fielen unter die Zensur des faschistischen Regimes in Italien.
Sie gilt als wichtige Vertreterin des italienischen Realismus und ihre Werke weisen Aspekte auf, die später unter die Strömung des neorealistischen Kinos fallen.

## Leben
Elvira Notari wurde als Elvira Coda 1875 in Salerno als Tochter von Diego Coda und Agnes Vignes geboren. Dort besuchte sie die „scuola normale“ und erfuhr eine umfangreiche Schulbildung, insbesondere im Bereich Literatur. Nach ihrem Schulabschluss zog sie mit ihrer Familie nach Neapel, wo sie als Hutmacherin arbeitete. Dort traf sie den Fotografen und Maler Nicola Notari, der sich auf die Kolorierung von Farbfilmen spezialisiert hatte. Sie heirateten im August 1902 und hatten drei Kinder namens Edouardo, Dora und Maria Notari.

## Karriere und Schaffen

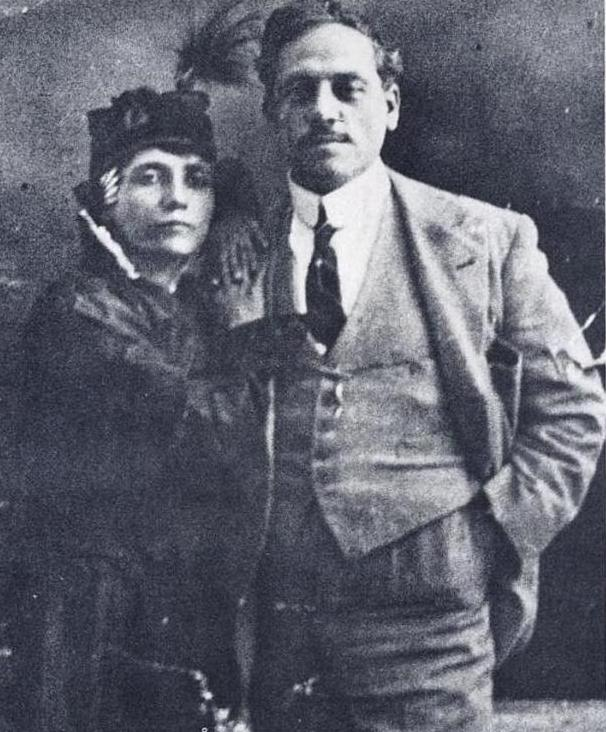
Elvira und Nicola Notari, 1920

### Dora Film
Im Jahr 1903 gründeten Elvira und Nicola Notari zusammen eine Filmproduktionsfirma di 1909 den Namen „Film Dora“ bekam, benannt nach ihrem jüngsten Kind Dora Notari. 1915 wurde die Firma in Dora Film umbenannt. Die in Neapel ansässige Firma begann als kleines Fotolabor, das sich durch ihre Spezialisierung auf handbemalte Filme von anderen unterschied und im Auftrag für unterschiedliche Produktionsfirmen arbeitete. Im Jahr 1906 begannen die Notaris mit der Produktion ihrer eigenen Filme, waren jedoch auch 1908 noch im Auftrag anderer Filmunternehmen tätig.
Spätestens im Jahr 1912 hatte sich Dora Films jedoch durch den Bau eines Bühnenbilds (teatro di posa) zu einem vollständigen Filmproduktionsfirma entwickelt. Nicola Notari war zuständig für die Kameraarbeit und der gemeinsame Sohn Eduardo war Darsteller in vielen Dora-Films-Produktionen. Er ist vor allem durch seine Rolle als Gennariello bekannt. Elvira Notari schrieb neben ihrer Tätigkeit als Regisseurin, Produzentin und Schauspielerin zahlreiche Drehbücher, deren Spielort häufig die Stadt Neapel darstellte. Die Filmstudios von Dora Film befanden sich in der via Leonardo di Capua 15 in Neapel, wo Szenen gedreht wurden, die nicht wie sonst an realen Locations stattfanden. Außerdem befand sich dort das Labor der Noatris, in dem die Filme entwickelt und bearbeitet wurden sowie ein Verwaltungsbüro. Das Büro kümmerte sich um den Vertrieb der Filme, falls dies nicht wie sonst lokalen Vertriebsunternehmen überlassen wurde. Außerdem gründete Elvira Notari in Neapel eine Schauspielschule („Scuola d’Arte cinematografica“), der sie als Direktorin vorsaß. Dort unterrichtete sie noch unprofessionelle Schauspieler in ihrer naturalistischen Art des Schauspielerns, die sich von dem damaligen populären exzessiv pathetischen Schauspiel unterschied.

### Vertrieb und Zensur
Aufgrund von expliziten Darstellungen von Gewalt und Sexualität sowie der Repräsentation der „gewöhnlichen, unfeinen“ Kultur von Neapel fielen viele Produktionen von Dora Film unter die Zensur der italienischen Regierung. Seit 1913 hatte die Kontrolle der kinematographischen Aktivitäten in Italien durch die Regierung, insbesondere unter dem faschistischen Regime in den 1920ern, stark zugenommen. Filmproduktionen mussten einer in Rom ansässigen Zensurkommission vorgelegt werden, die über eine Vertriebserlaubnis entschied. Viele Dora-Film-Produktionen erhielten keine Erlaubnis, womit ihnen eine nationale Auflage in Italien untersagt wurde, da sie nicht das von der Regierung gewünschte saubere Bild eines nationalen faschistischen Staates repräsentierten. Seit den 1920ern wurden Dora-Film-Produktionen vor allem auf dem US-amerikanischen Markt vertrieben, weshalb sich ein weiteres Büro von Dora Film namens Dora Film of America, auch Gennariello Film, in der 7th Avenue in New York befand. Doch vielen ihrer Produktionen wurde der Export in die USA nicht nur durch die Zensur des italienischen, faschistischen Regimes verweigert, denn in den Vereinigten Staaten sahen sich die Filme der Notaris teils mit ähnlichen Zensurproblemen konfrontiert. So wurden US-amerikanischen Berichten nach, gewalttätige Szenen, wie in ’A Santanotte (1922) als problematisch empfunden. Viele der Notari-Filme wurden daraufhin über italienischen Einwanderer in die USA geschmuggelt, wo sie vor allem in New York’s Little Italy populär wurden.
Im Jahr 1930 stellte Dora Film die Produktion ein. Einen Grund für diese Entscheidung spielte der steigende Einfluss der italienischen Faschisten. Außerdem scheinen die mit dem Tonfilm aufkommenden Veränderungen in der Filmindustrie, wie steigenden Produktionskosten, ein entscheidender Faktor gewesen zu sein. Elvira und Nicola Notari zogen sich nach Cava de'Tirreni (Salerno) zurück, wo sie einen Geschäft für Fotoausrüstung eröffneten. Nach Elviras Tod im Dezember 1946 waren ihr Mann und Sohn weiterhin aktiv in der Filmbranche tätig.

### Elvira Notaris Filme
Viele Filmen, bei denen Elvira Notari mitwirkte, insbesondere die frühen Werke, sind heutzutage nicht mehr auffindbar, viele wurden zerstör.
Elvira Notari bevorzugte, mit Ausnahme weniger lokaler, professioneller Schauspieler, unprofessionelle Darsteller sowie eine natürliche Art des Schauspiels. Dies sorgte zusammen mit den realen Drehorten, statt dem Dreh im Studio, für eine realistische Darstellung. Setting der meisten Filme bildet das Neapel sozialer Unter- oder Mittelschichten. Sie präsentieren die Kultur auf den die Straßen Neapels und das Leben der Neapolitaner, das sich darauf abspielt. Notaris dunkle Melodramen zeigten realistischen Handlungen aus dem urbanen Leben und schreckten auch vor expliziten Gewaltszenen nicht zurück.
Elvira Notaris Filme lassen den später in Italien aufkommenden Neorealismus vorausahnen.
Ihre Filme waren durch zahlreiche kulturelle Bezüge und familiäre soziale Setting auf Neapolitaner ausgerichtet, vor allem Frauen des neapolitanischen Mittelstandes. In dem Sinne orientierten sich viele ihrer Drehbücher an der populären Literatur Neapels. Fenster sind ein häufig wiederkehrendes Motiv in Notaris Filmen und stellen eine Verbindung zwischen den Drehorten in der öffentlichen sowie der privaten Sphäre her. Der Unterschied zwischen dem öffentlichen und privaten Raum wird von Elvira Notari vor allem dahingehend thematisiert, dass das flanieren in der Öffentlichkeit damals den Männern vorbehalten war und Frauen außerhalb privater Räume eigentlich nur in männlicher Begleitung erwünscht waren. Anfang der 1920er verschob sich Notaris Fokus zum sceneggiata. Eine Form des Musiktheaters, typisch für Neapel, die eine meist lokal spielende, melodramatische Handlung mit lokal populärer Musik verknüpft. Vor allem diese Filme wurden in die USA exportiert.

## Filmografie
| Jahr | Titel                                                                  | Elvira Notari                        | Anmerkungen |
| ---- | ---------------------------------------------------------------------- | ------------------------------------ | --- |
| 1910 | La Fuga del gatto                                                      | Regie, Drehbuch                      | Kamera: Nicola Notari Produktion: Film Dora, Pompei Film (Neapel) |
| 1911 | Maria Rosa di Santa Flavia                                             | Regie Schauspiel                     | Produktion: Film Dora (Neapel) |
| 1911 | Carmela la pazza                                                       | Regie                                | Produktion: Film Dora (Neapel) |
| 1911 | Bufera d‘anime                                                         | Regie Schauspiel                     | Produktion: Film Dora (Neapel) |
| 1912 | La figlia del Vesuvio                                                  | Regie, Drehbuch, Schauspiel, Editing | Produktion: Film Dora (Neapel) Kamera: Nicola Notari Mit Gennariello (Edouardo Notari) u. a. |
| 1912 | Erosimo di un aviatore militare a Tripoli                              | Regie, Drehbuch, Schauspiel, Editing | Produktion: Film Dora (Neapel) Editing und Kamera: Nicola Notari Mit Gennariello u. a. |
| 1913 | Povera Tisa, povera madre!                                             | Regie, Drehbuch, Schauspiel, Editing | Produktion: Film Dora (Neapel) Editing und Kamera: Nicola Notari Mit Gennariello u. a. |
| 1913 | I nomadi                                                               | Regie Drehbuch Editing               | Produktion: Film Dora (Neapel) Editing und Kamera: Nicola Notari Censorship visa no. 2019 |
| 1913 | Il tricolore                                                           | Regie Schauspiel                     | Produktion: Film Dora (Neapel) |
| 1914 | Ritorna all'onda                                                       | Regie, Drehbuch, Schauspiel, Editing | Produktion: Film Dora (Neapel) Editing und Kamera: Nicola Notari Mit Gennariello u. a. Censorship visa nr. 3125 |
| 1915 | Sempre avanti, Savoia!                                                 | Regie, Drehbuch, Editing             | Produktion: Dora Film (Neapel) Editing und Kamera: Nicola Notari Mit Gennariello u. a. Censorship visa no.10261 |
| 1916 | Gloria ai caduti                                                       | Regie, Drehbuch, Editing             | Produktion: Dora Film (Neapel) Editing und Kamera: Nicola Notari Mit Edoardo Notari u. a. Zensur Visa Nr. 10968 |
| 1916 | Carmela, la sartina di Montesanto                                      | Regie, Drehbuch, Editing             | Produktion: Dora Film (Neapel) Editing und Kamera: Nicola Notari Mit Gennariello u. a. Zensur Visa Nr. 10261 |
| 1916 | Ciccio, il pizzaiuolo del Carmine                                      | Regie, Drehbuch, Editing             | Produktion: Dora Film (Neapel) Drehbuch basiert auf dem Roman von Francesco Mastriani Kamera: Nicola Notari Zensur Visa Nr. 12104 |
| 1917 | `E scugnizze / Mandolinata a mare                                      | Regie, Drehbuch, Editing             | Produktion: Dora Film (Neapel) Kamera und Editing: Nicola Notari Mit Gennariello u. a. Zensur Visa Nr. 10261 |
| 1917 | Il nano rosso                                                          | Regie, Drehbuch, Editing             | Produktion: Dora Film (Neapel) Drehbuch basiert auf dem Roman Raffaella o i misteri del vecchio mercato (1905) von Carolina Invernizio Kamera: Guido Ciaburri Mit Gennariello u. a. Zensur Visa Nr. 12363                               |
| 1917 | La maschera del vizio                                                  | Regie, Drehbuch, Editing             | Produktion: Dora Film (Neapel) Kamera und Editing: Nicola Notari Mit Gennariello Zensur Visa Nr. 12748 |
| 1918 | Il barcaiuolo d'Amalfi                                                 | Regie, Drehbuch, Editing             | Produktion: Dora Film (Neapel) Drehbuch basiert auf dem Roman von Francesco Mastriani Kamera und Editing: Nicola Notari Mit Gennariello u. a. Zensur Visa Nr. 13245                                                                     |
| 1918 | Gnesella                                                               | Regie, Drehbuch, Editing             | Produktion: Dora Film (Neapel) Drehbuch basiert auf dem Roman von Francesco Mastriani Kamera und Editing: Nicola Notari Mit Gennariello u. a.Zensur Visa Nr. 13687                                                                      |
| 1918 | Pusilleco addiruso / Rimpianto                                         | Regie, Drehbuch, Editing             | Produktion: Dora Film (Neapel) Basiert auf dem Lied von Salvatore Gambardella Musik von Ernesto Murlo Kamera und Editing: Nicola Notari Mit Gennariello u. a. Zensur Visa Nr. 13421                                                     |
| 1919 | Chiarina la modista                                                    | Regie, Drehbuch, Editing             | Produktion: Dora Film (Neapel) Basiert auf einem Roman von Carolina Invernizio Kamera und Editing: Nicola Notari Mit Gennariello u. a. Zensur Visa Nr. 1421                                                                             |
| 1919 | Medea di Portamedina                                                   | Regie, Drehbuch, Editing             | Produktion: Dora Film (Neapel) Basiert auf einem Roman von Francesco Mastriani Kamera und Editing: Nicola Notari Mit Gennariello u. a. Zensur Visa Nr. 14498                                                                            |
| 1920 | 'A Legge                                                               | Regie, Drehbuch, Editing             | Produktion: Dora Film (Neapel) Inspiriert durch Oscar di Majo Basiert auf den Liedern „‘O Festino“ und „A legge“ von Pacifico Vento Musik von E. A. Mario Kamera und Editing: Nicola Notari Mit Gennariello u. a. Zensur Visa Nr. 15310 |
| 1920 | 'O munaciello                                                          | Drehbuch, Editing                    | Produktion: Dora Film (Neapel) Kamera, Editing und Co Regie: Nicola Notari Mit Gennariello u. a. Zensur Visa Nr. 15691 |
| 1921 | Gennariello, il figlio del galeotto                                    | Regie, Drehbuch, Editing             | Produktion: Gennariello Films (Neapel) Kamera und Editing: Nicola Notari Mit Gennariello u. a. Zensur Visa Nr. 16286 |
| 1921 | Gennariello polizziotto                                                | Regie, Drehbuch, Editing             | Produktion: Gennariello Films (Neapel) Kamera, Editing, Drehbuch und Co Regie: Nicola Notari Mit Gennariello u. a. Zensur Visa Nr. 15834                                                                                                |
| 1921 | Luciella                                                               | Regie, Drehbuch, Editing             | Produktion: Dora Film (Neapel) Kamera und Editing: Nicola Notari Mit Gennariello u. a. Zensur Visa Nr. 15834 |
| 1922 | ’A Santanotte (USA: The Holy Night)                                    | Regie, Drehbuch, Editing             | Produktion: Dora Film (Neapel) Basiert auf dem Lied von E. Scala Musik von F. Giovanni Kamera und Editing: Nicola Notari Mit Gennariello u. a. 35 mm Zensur Visa Nr. 16720                                                              |
| 1922 | E’ Piccerella (USA: The Little Girl’s Wrong)                           | Regie, Drehbuch, Editing             | Produktion: Dora Film (Neapel) Basiert auf dem Lied von Libero Bovio Musik von Salvatore Gambardella Kamera und Editing: Nicola Notari Mit Gennariello u. a. Zensur Visa Nr. 17528                                                      |
| 1923 | 'O cuppè d'a morte                                                     | Regie, Drehbuch, Editing             | Produktion: Dora Film (Neapel) Drehbuch, Kamera und Editing: Nicola Notari Mit Gennariello u. a. Zensur Visa Nr. 18640 |
| 1924 | A Marechiare 'nce sta 'na fenestra                                     | Regie, Drehbuch, Editing             | Produktion: Dora Film (Neapel) Basiert auf einem Lied von Francesco Paolo Tosti Kamera und Editing: Nicola Notari Mit Gennariello u. a. Zensur Visa Nr. 19143                                                                           |
| 1924 | 'Nfama / Voglio a tte                                                  | Regie, Drehbuch, Editing             | Produktion: Dora Film (Neapel) Basiert auf einem populären, neapolitanischen Lied Kamera und Editing: Nicola Notari Mit Gennariello u. a. Zensur Visa Nr. 20171                                                                         |
| 1925 | Mettete l'avocato                                                      | Regie, Drehbuch, Editing             | Produktion: Dora Film (Neapel) Basiert auf dem Lied von E. A. Mario Kamera und Editing: Nicola Notari Mit Gennariello u. a. Zensur Visa Nr. 20419                                                                                       |
| 1927 | Soldier's Fantasy / Fantasia 'e surdate                                | Drehbuch, Schauspiel, Editing        | Produktion: Dora Film (Neapel) Basiert auf dem Gedicht Er fattaccio von A. Giuliani Musik von Nicola Valente Kamera und Editing: Nicola Notari Mit Gennariellou. a. Zensur Visa Nr. 23036                                               |
| 1927 | L'Italia s'è desta                                                     | Drehbuch, Editing                    | Produktion: Dora Film (Neapel) Basiert auf dem Lied Passa `a bandiera Kamera und Editing: Nicola Notari Mit Gennariellou. a. Zensur Visa Nr. 23808                                                                                      |
| 1928 | Napoli Terra d' Amore                                                  | Drehbuch, Editing                    | Produktion: Dora Film (Neapel) Kamera und Editing: Nicola Notari Mit Gennariellou. a. Zensur Visa Nr. 23959 |
| 1928 | Duie Paravise                                                          | Drehbuch                             | Produktion: Dora Film (Neapel) Basiert auf einem Lied von E. A. Mario und Ciro Parente Keine Zensur verzeichnet |
| 1929 | Napoli sirena della canzone                                            | Drehbuch, Editing                    | Produktion: Dora Film (Neapel) Drehbuch, Kamera und Editing: Nicola Notari Mit Gennariellou. a. Zensur Visa Nr. 24557 |
| 1930 | Trionfo cristiano / La vita di San Pellegrino ovvero Trionfo cristiano | Drehbuch, Editing                    | Produktion: Ente Cinematografico Meridionale “Unitas” für Dora Film (Neapel) Basiert auf dem Märchen von Saint Pellegrino Kamera und Editing: Nicola Notari Mit Gennariellou. a. Zensur Visa Nr. 24810                                  |